# クラッカー・ジャック

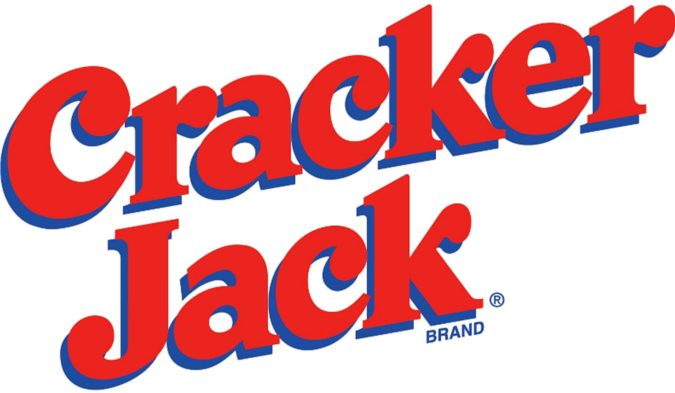
ロゴ

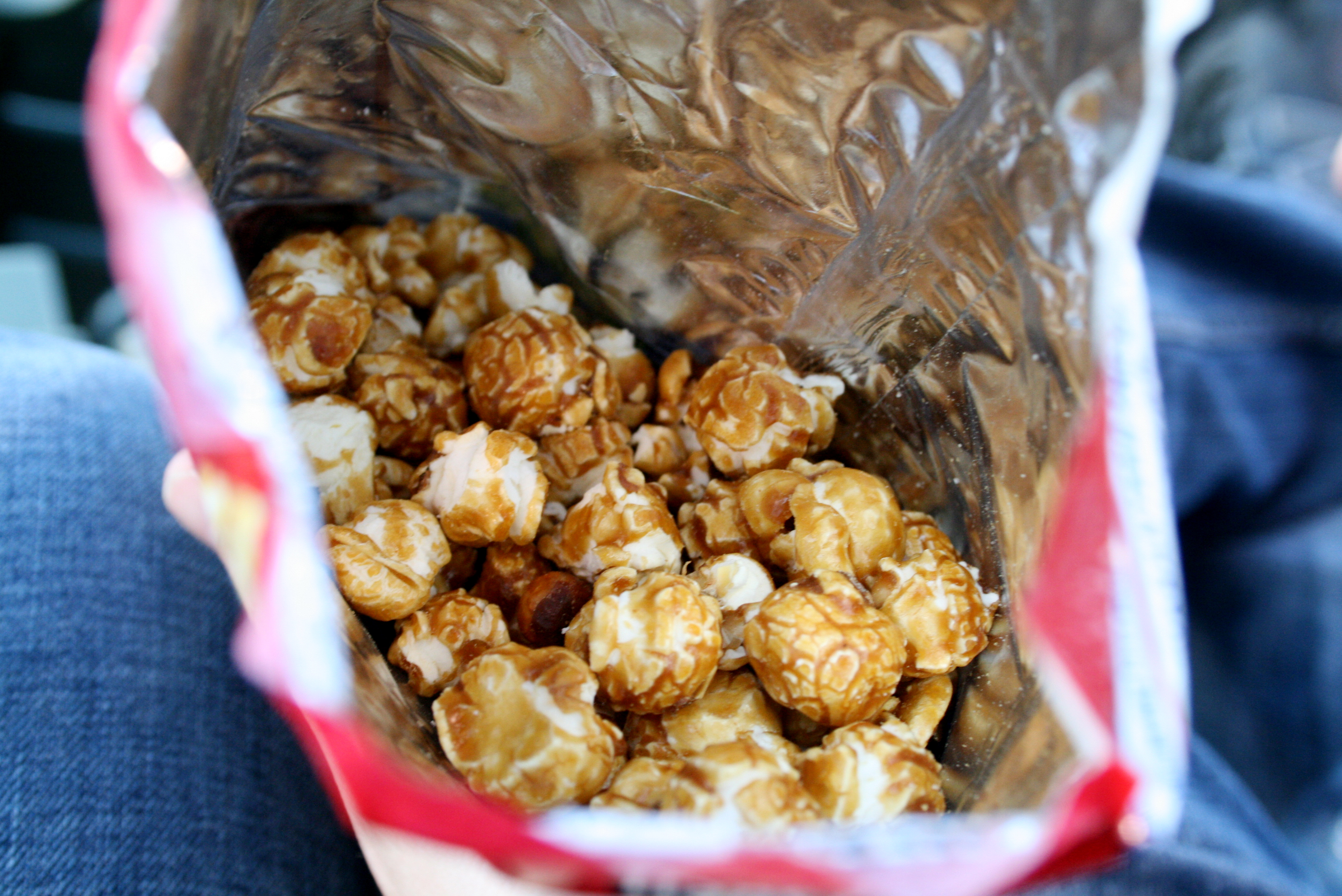
クラッカー・ジャック

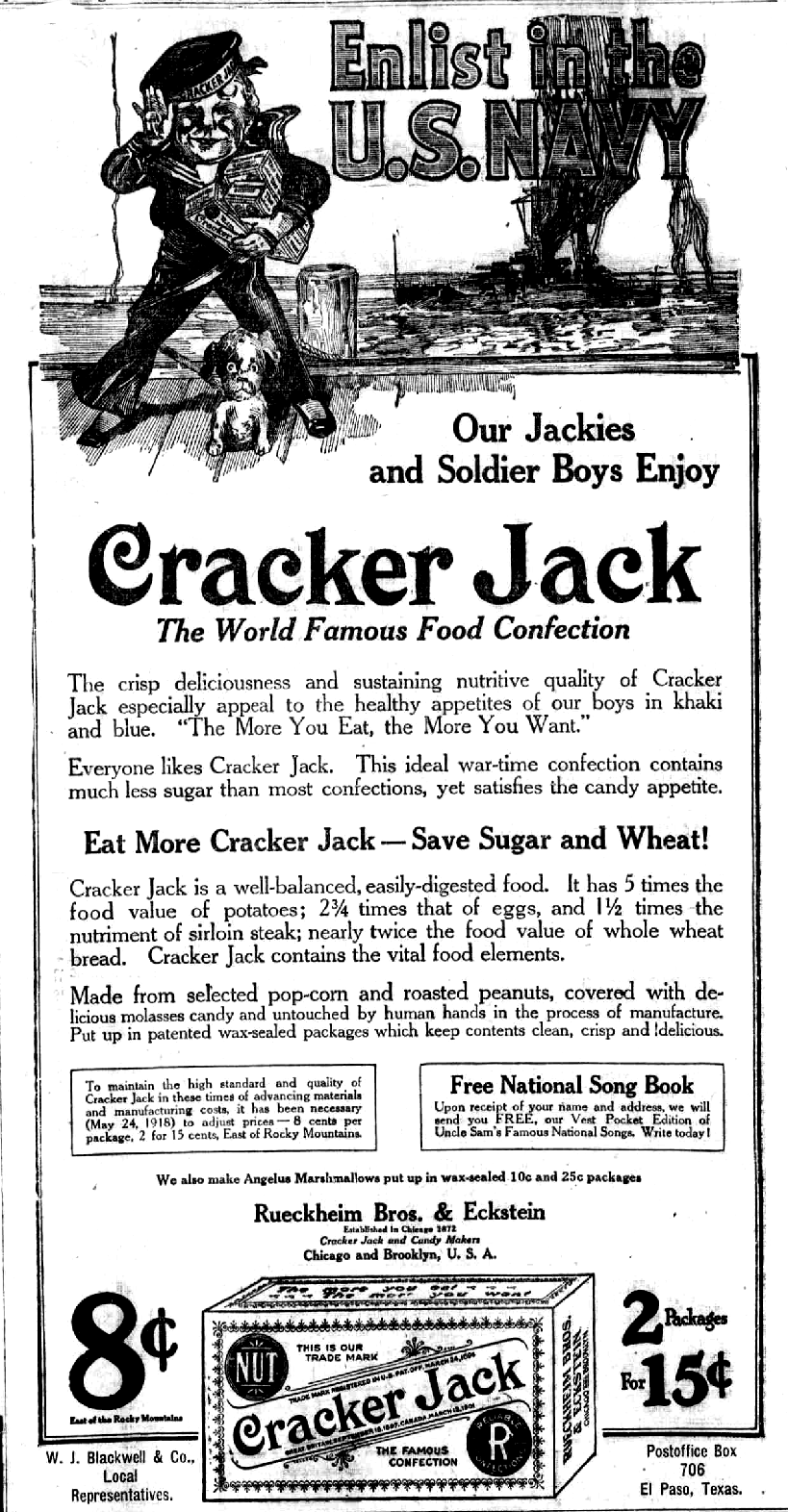
昔の広告

クラッカー・ジャック (Cracker Jack) は、アメリカ合衆国のスナック菓子（キャラメルコーンの一種）のブランド。糖蜜でコーティングしたマッシュルーム型ポップコーンに少量のピーナッツが混ぜてある。

## 概要
おまけの玩具 ("Toy Surprise Inside") が付属することでもよく知られており、ポップカルチャーでは「限られた価値しかないもの」を指して"came in a Cracker Jack box"（クラッカー・ジャックの箱の中に入ってる）と表現する。映画『ティファニーで朝食を』には、クラッカー・ジャックのおまけの指輪に、ティファニーで名前を彫らせるシーンがある。このおまけは1912年から封入されるようになった。
原型は F. W. ルエックハイムによって1893年のシカゴ万国博覧会に出品されたポップコーンとピーナッツを糖蜜と混ぜたもので、この時は "Candied Popcorn and Peanuts" （砂糖漬けのポップコーンとピーナッツ）と呼ばれた。
1896年にコンクリートミキサーに似た機械を用いて少量の油でポップコーンが互いにくっつかないようにする技術を発明。これを振る舞われたセールスマンが思わず "That's crackerjack!" （crackerjack: 優秀な、一流の人または物。“素晴らしい”位の意味）と声を上げ、これが商標に採用されたという。
1908年に発表された楽曲『Take Me Out to the Ball Game(私を野球へ連れてって)』の歌詞にクラッカー・ジャックが登場し、大きな宣伝効果をもたらした。
1918年にマスコットとして発表され、犬の Bingo とともに箱に描かれるようになったセーラー服の少年 Sailor Jack は、8歳で世を去ったルエックハイムの孫のロバート少年の姿をルエックハイムが図案化させたもので、1919年まで商標登録されなかった。アメリカ海軍ではかつて採用されていたセーラー服の制服を指して "Cracker Jack" uniform と呼ぶ。
1964年、クラッカー・ジャック社はボーデンに買収された。1997年、グループ解体に伴いフリトレーにクラッカー・ジャックのブランドを売却した。

### その他
日本国内では1969年頃から、アメリカのリーフ社と合弁のカバヤリーフ社（現・カバヤ食品）より販売された。
1971年に東ハトからキャラメルコーンが発売されているが、これはポップコーンではなくコーングリッツ生地を揚げた類似のスナックである。クラッカー・ジャック同様の甘いフレーバーで味付けされており、アクセントをつけるため少量の塩辛いピーナッツが混ぜられているのも同じである。